# الدوري البحريني الممتاز 1969–70
الدوري البحريني الممتاز 1969-1970 هي النسخة الرابعة عشر من الدوري البحريني الممتاز.

## نظرة عامة
توج المحرق باللقب.